# Puchar Zdobywców Pucharów (1966/1967)
VII Puchar Europy Zdobywców Pucharów 1966/1967

(ang. European Cup Winners’ Cup)

## 1/32 finału
| Knattspyrnufélagið Valur – Standard Liège 1:1 i 1:8 1 22.08 1966 1:0 Elisson 58, 1:1 Claessen 65 2 31.08 1966 0:1 Claessen 6, 0:2 Dewalque 8, 0:3 Claessen 10, 0:4 Pilot 15, 0:5 Claessen 18, 1:5 Elisson 32, 1:6 Dewalque 59, 1:7 Claessen 61, 1:8 Claessen 76 |

## 1/16 finału
| Tatran Preszów – Bayern Monachium 1:1 i 2:3 1 28.09 1966 1:0 Caban 13, 1:1 Roth 21 2 05.10 1966 0:1 Breiminger 32, 1:1 Pavlovič 55, 1:2 G.Müller 70, 1:3 G.Müller 71, 2:3 Pavlovič 84                                                                        |
| Shamrock Rovers – Spora Luksemburg 4:1 i 4:1 1 28.09 1966 1:0 Fullam 8, 1:1 Weis 29, 2:1 Dixon 30, 3:1 Kearin 57, 4:1 O’Neill 80 2 05.10 1966 1:0 Kearin 17, 1:1 Krier 35, 2:1 Dixon 42, 3:1 O’Neill 68, 4:1 Dixon 75                                        |
| OFK Beograd – Spartak Moskwa 1:3 i 0:3 1 28.09 1966 0:1 Siemin 10, 0:2 Siemin 16, 0:3 Łogofiet 35, 1:3 Krivokuća 52 2 05.10 1966 0:1 Siemin 50, 0:2 Chusainow 60, 0:3 Bokatow 81                                                                             |
| Rapid Wiedeń – Galatasaray SK 4:0 i 5:3 1 24.08 1966 1:0 Seitl 7, 2:0 Seitl 21, 3:0 Bjerregaard 31, 4:0 Flögel 61 2 07.09 1966 0:1 Ayhan 16, 1:1 Bjerregaard 21, 2:1 Fritsch 27, 3:1 Seitl 35, 3:2 Ergun 42, 4:2 Seitl 47, 5:2 Bjerregaard 60, 5:3 Yilmaz 87 |
| AC Fiorentina – Rába ETO 1:0 i 2:4 1 28.09 1966 1:0 Chiarugi 61 2 05.10 1966 0:1 Stolcz 9, 1:1 Bertini 20, 2:1 De Sisti 32, 2:2 Varsanyi 36, 2:3 Stolcz 60, 2:4 Orban 86                                                                                     |
| AEK Ateny – SC Braga 0:1 i 2:3 1 28.09 1966 0:1 Silva 24 2 05.10 1966 1:0 Papaioannou 6, 1:1 Mansidão 15, 1:2 Perrichon 30, 1:3 Perrichon 49, 2:3 Coimbra 86s                                                                                                |
| Chemie Lipsk – Legia Warszawa 3:0 i 2:2 1 28.09 1966 1:0 Bauchspiess 61, 2:0 Scherbarth 77, 3:0 Bauchspiess 84 2 12.10 1966 1:0 Bauchspiess 18, 2:0 Bauchspiess 28, 2:1 Korzeniowski 41, 2:2 Żmijewski 87                                                    |
| Standard Liège – Apollon Limassol 5:1 i 1:0 1 18.09 1966 1:0 Claessen 25, 2:0 Bleser 43, 3:0 Dewalque 46, 4:0 Germano 50, 5:0 Dewalque 52, 5:1 loannoui 72 2 05.10 1966 1:0 Claessen 78 (mecz w Jambes koło Namur)                                           |
| Swansea Town – Sławia Sofia 1:1 i 0:4 1 21.09 1966 1:0 Todd 60, 1:1 Tasew 80 2 05.10 1966 0:1 Tasew 6, 0:2 Wrajew 46, 0:3 Tasew 68, 0:4 Tasew 87 |
| RC Strasbourg – Steaua Bukareszt 1:0 i 1:1 1 28.09 1966 1:0 Müller 11 2 12.10 1966 1:0 Hausser 62, 1:1 Avram 68 |
| Floriana FC – Sparta Rotterdam 1:1 i 0:6 1 18.09 1966 0:1 Kemper 28, 1:1 Phillips 65 (mecz w Gzirze) 2 05.10 1966 0:1 Kemper 16, 0:2 Vermolen 21, 0:3 Bosveld 40, 0:4 Vermolen 62, 0:5 Bouman 78, 0:6 Kemper 83                                              |
| Servette FC – Åbo IFK 1:1 i 2:1 1 14.09 1966 1:0 Conti 43, 1:1 Lainen 65 2 05.10 1966 1:0 Nemeth 43, 1:1 Lainen 51, 2:1 Schindelholz 67 (mecz w Helsinkach)                                                                                                  |
| Skeid Fotball – Real Saragossa 3:2 i 1:3 1 30.08 1966 1:0 Sjöberg 3, 1:1 Reija 65, 1:2 Canario 75, 2:2 Sjöberg 81, 3:2 Kristoffersen 86 2 12.10 1966 0:1 Santos 17, 0:2 Pais 54, 1:2 Thorsen 84k, 1:3 Marcelino 89                                           |
| Aalborg BK – Everton F.C. 0:0 i 1:2 1 28.09 1966 2 11.10 1966 0:1 Morrissey 57, 1:1 Lildballe 69, 1:2 Ball 71 |
| Glentoran F.C. – Rangers 1:1 i 0:4 1 27.09 1966 0:1 McLean 16, 1:1 Sinclair 75 2 05.10 1966 0:1 Johnston 9, 0:2 D.Smith 44, 0:3 Setterington 70, 0:4 McLean 77                                                                                               |
| Wolny los: Borussia Dortmund |

## 1/8 finału
| Shamrock Rovers – Bayern Monachium 1:1 i 2:3 1 09.11 1966 0:1 Koulmann 17, 1:1 Dixon 60 2 23.11 1966 0:1 Brenninger 5, 0:2 Ohlhauser 11, 1:2 Gilbert 55, 2:2 Tuohy 58, 2:3 G.Müller 83 |
| Spartak Moskwa – Rapid Wiedeń 1:1 i 0:1 1 09.11 1966 0:1 Bjerregaard 23, 1:1 Chusainow 40 2 08.12 1966 0:1 Flögl 48                                                                    |
| Rába ETO – SC Braga 3:0 i 0:2 1 09.11 1966 1:0 Szalo 3, 2:0 Ribeiro 72s, 3:0 Szalo 73 2 08.12 1966 0:1 Perrichon 42, 0:2 Perrichon 83                                                  |
| Chemie Lipsk – Standard Liège 2:1 i 0:1 1 30.11 1966 1:0 Behla 4, 2:0 Schmidt 24, 2:1 Galić 44 2 14.12 1966 0:1 Claessen 56                                                            |
| RC Strasbourg – Sławia Sofia 1:0 i 0:2 1 23.11 1966 1:0 Hausser 38 2 30.11 1966 0:1 Tasew 42, 0:2 Miszew 49                                                                            |
| Servette FC – Sparta Rotterdam 2:0 i 0:1 1 09.11 1966 1:0 Schindelholz 23, 2:0 Schindelholz 49 2 16.11 1966 0:1 Lazeroms 74                                                            |
| Real Saragossa – Everton F.C. 2:0 i 0:1 1 09.11 1966 1:0 Santos 13, 2:0 Marcelino 63 2 23.11 1966 0:1 Brown 81                                                                         |
| Rangers – Borussia Dortmund 2:1 i 0:0 1 23.11 1966 1:0 Johansen 12, 1:1 Trimbold 31, 2:1 A.Smith 75 2 06.12 1966                                                                       |

## 1/4 finału
| Rapid Wiedeń – Bayern Monachium 1:0 i 0:2 (dog) 1 15.02 1967 1:0 Starek 47 2 08.03 1967 0:1 Ohlhauser 60, 0:2 G.Müller 106                                                  |
| Rába ETO – Standard Liège 2:1 i 0:2 1 01.03 1967 1:0 Stolcz 34, 2:0 Szalo 44, 2:1 Semmeling 85 2 08.03 1967 0:1 Claessen 55, 0:2 Naumović 57                                |
| Servette FC – Sławia Sofia 1:0 i 0:3 1 26.02 1967 1:0 Desbiolles 57 2 08.03 1967 0:1 Miszew 43, 0:2 Harałampew 51, 0:3 Piguet 87s                                           |
| Rangers – Real Saragossa 2:0 i 0:2 (dog) 1 01.03 1967 1:0 D.Smith 9, 2:0 Willoughby 27 2 22.03 1967 0:1 Lapetra 24, 0:2 Santos 86k awans Rangers po losowaniu (rzut monetą) |

## 1/2 finału
| Bayern Monachium – Standard Liège 2:0 i 3:1 1 11.04 1967 1:0 G.Müller 2, 2:0 Kupferschmidt 10 2 26.04 1967 1:0 G.Müller 26, 1:1 Galić 32, 2:1 G.Müller 73, 3:1 G.Müller 82 |
| Sławia Sofia – Rangers 0:1 i 0:1 1 19.04 1967 0:1 Wilson 36 2 03.05 1967 0:1 Henderson 30                                                                                  |

## Finał
| 31 maja 1967 Norymberga Stadion am Dutzendteich (69 480) Bayern Monachium – Rangers 1:0 (0:0, 0:0) Sędzia: Concetto Lo Bello (Włochy) Bramki: 1:0 Franz Roth 108 Fußball-Club Bayern München (trener Zlatko Čajkovski): Sepp Maier – Hans Nowak, Franz Beckenbauer, Werner Olk (kapitan), Peter Kupferschmidt, Franz Roth, Rainer Ohlhauser, Dieter Koulmann, Rudolf Nafziger, Gerd Müller, Dieter Brenninger Rangers Football Club (trener Scott Symon): Norman Martin – Kai Johansen, David Provan, William Jardine, Ronnie McKinnon, John Greig (kapitan), Willie Henderson, Alexander Smith, Roger Hynd, David Smith, Willie Johnston |